# Cancrion needleri
Cancrion needleri là một loài chân đều trong họ Entoniscidae. Loài này được Pearse & Walker miêu tả khoa học năm 1939.